# 綠箭俠
綠箭俠（英語：Green Arrow）是一名DC漫畫旗下的虛構超級英雄，由摩特·魏辛格與喬治·帕普所創作。和其搭檔快手一起首次登場於《多趣漫畫》中，並與水行俠同時期登場。綠箭俠以現代羅賓漢之形象為大眾所知，現是正義聯盟的一員。其藍本是以蝙蝠俠作為參考，但在DC的作家後來發展到讓他獨立，用他自己的配角。綠箭俠最初沒有一個知名人物的角色地位，出現在1973年的動畫系列《超級朋友》的單一故事情節。
一開始綠箭俠並不有名，在20世紀60年代末，作家丹尼斯·奧尼爾將綠箭俠戲劇性重新設計，靈感來自尼珥‧亞當斯，選擇讓他失去了他的財富，作為工人階級和街頭的弱勢團體。1970年，他成為引導更多的法律和秩序的英雄，和綠燈俠共同出擊，開始使社會看見。從那時起，他一直深受漫畫迷和大多數作家都朝向同一個城市。奧利弗的兒子康納·霍克是第二個綠箭俠，因其證明了霍克是一個不太受歡迎的人物，所以在在20世紀90年代被去除。後由作家凱文·史密斯在2001年將奧利佛復活於《箭袋》中。在2000年，特色性格在故事中被放大，注重綠箭俠和黑金絲雀兩人關係，如DC事件的《綠箭俠與黑金絲雀婚禮》和高調的《正義聯盟：正義之淚》的故事情節。在IGN的前100名的漫画书英雄中排行第30。

## 人物
本名奥利弗·昆恩（Oliver Queen），原是一位眾所皆知名人，同時也是一位放蕩的闊少爺，花心且放蕩，經常出現在八卦新聞上。但在一次船難中落難荒島，為了求生存而練就了一身射箭與搏鬥的本領，後來藉著海盜船靠岸的機會，擊敗海盜，並利用他們的船重返。回到史塔林城後奥利弗已不是昔日那位花花公子，性格有了大大的轉變，因由於嚮往蝙蝠俠打擊罪犯的行為而成為超級英雄「綠箭俠」，加入正義聯盟後，並跟黑金絲雀（Black Canary）交往。助手是同為使用弓箭的快手。
他跟蝙蝠俠一樣沒有超能力，但不像他一般負面，他將超級英雄當作普通人看待，未對他們有差別之標準與對待。但因同樣沒有超能力，因而許多論點偏向於蝙蝠俠。也因此，在許多非正統故事中，只要蝙蝠俠跟超人有所爭執，綠箭俠皆站在蝙蝠俠這邊。

## 武器和能力
綠箭俠沒有超能力，擅長使用綠色的弓箭，自稱能每分鐘射出59支箭，並以各種不同效果能力的箭打擊犯罪，如黏著、定時引爆、催淚瓦斯、電擊的箭以及BT20鈦合金冷箭，甚至還有氪星石的箭。但近年來綠箭俠漸漸地只用簡單普通的箭戰鬥。外表像個獵人，百發百中的優秀技術令人印象深刻。箭術高超，雖然這不是他武器的首要選擇，但他也有精湛的劍術。並有著高水準的近戰格鬥能力。
行動上綠箭俠還會以「綠箭車（Arrow car）」和「綠箭機（Arrow plane）」代步。

## 經歷

《DC宇宙重生：綠箭俠》#1（2016年8月）封面的綠箭俠
由尼爾·亞當斯繪製

### 死而復生
後因爆炸而死去，由他兒子暫代綠箭俠之職。
在《極黑之夜》故事中復活，被強迫加入黑光軍團，他先和哈爾·喬丹一戰，跟著攻向Dinah，在戰鬥時更說盡一切傷害他家人的話。
他們無法將他打倒，唯有用液態氮將他冰封。
在極黑之夜的結局中，奧利佛由黑光軍團成員變為白光軍團成員，合力打敗Nekron，幾年跟黑金絲雀結婚。

### 新52
2011年的《閃點》大事件過後，DC宇宙在新52企劃中進行了重開機，《綠箭俠》也包括在新計畫其中。奧利佛被加上了一些新設定。。在新背景中他利用他所經營的企業-Q-核心（Q—Core,一家科技企业）作為他打擊犯罪時的後援，同時也因為一些事故而將前合作夥伴紅箭俠逐出Q-核心。
從2013年開始，他開始以《美國正義聯盟》（第4卷）為主要登場舞台。該作品是繼《正義聯盟》和《黑暗正義聯盟》之後登場的組織。在這本書中，奧利佛加入了由美國超人類事件處理機關ARGUS、特工阿曼達·沃勒和史蒂夫·特雷弗等人在接受國家資助後建立的團隊－美國正義聯盟，該組織是為了預防超人等英雄自行組成的正義聯盟出差錯以及為了美國政府提供良好形象而組成的。

## 其他媒體

### 電視

#### 動畫
- 《正義聯盟無限版》
- 《少年正義聯盟》
- 《新蝙蝠俠》
- 《蝙蝠俠智勇悍將》
- 《DC陳列櫥：綠箭俠（英语：DC Showcase: Green Arrow）》

#### 真人電視劇
- 《超人前傳》：綠箭俠由賈斯汀·哈特雷飾演。
- 綠箭宇宙：綠箭俠由史蒂芬·艾梅爾飾演。主線劇情出現於《綠箭俠》，這個版本綠箭俠與費莉西蒂·史莫克相戀，黑金絲雀為前女友關係。
  - 《綠箭俠》[2]第一季對抗「黑箭手」馬爾科姆·梅林（英语：Merlyn (DC Comics)），第二季對抗喪鐘，第三季刺客聯盟忍者大師，第四季H.I.V.E.達米爾·達克（英语：Damien Darhk），第五季普羅米修斯。
  - 《閃電俠》
  - 《雌狐》
  - 《明日傳奇》

### 動畫電影
- 《蝙蝠俠：黑暗騎士歸來》
- 《樂高電影：正義聯盟大戰反正義聯盟》
- 《樂高蝙蝠俠電影》

### 電子遊戲
- 《正義聯盟特遣部隊》
- 《正義聯盟英雄》
- 《蝙蝠俠智勇悍將 – 電子遊戲》
- 《樂高蝙蝠俠2：DC超級英雄》
- 《無限危機》
- 《超級英雄：武力對決2》

## 外部連結
- Green Arrow at the DC Database Project
- Green Arrow's secret origin （页面存档备份，存于） at DC Comics.com
- Earth-1 Green Arrow Index Archive.today的存檔，存档日期2013-01-02
- Earth-2 Green Arrow Index
- Index of the Earth-One adventures of Green Arrow （页面存档备份，存于）
- Green Arrow at Don Markstein's ToonopediaArchive.today的存檔，存档日期2024-05-27
- DC漫画宇宙Wiki上的相关条目：The Green Arrow